# الکساندرو چیکولیتا
الکساندرو چیکولیتا (انگلیسی: Alexandru Chiculiță؛ زادهٔ ۳ فوریهٔ ۱۹۶۱) ورزشکار شمشیربازی اهل رومانی است.
وی در مسابقات کشوری و بین‌المللی در مجموع برندهٔ ۱ مدال برنز شده‌است.